# Vitória Régia (Manaus)
Vitória-Régia é um bairro da região norte de Manaus. Pertece ao distrito da Santa Etelvina.

## Dados do Bairro
- População: 3.319 moradores.

## Transportes
Vitória Régia é servido pela empresa de ônibus Açaí Transportes Coletivos, que atualmente opera nas seguintes linhas:
| Linha | Origem                                                | Empresa                    | Tarifa  | Principais pontos do trajeto                                                       |
| ----- | ----------------------------------------------------- | -------------------------- | ------- | ---------------------------------------------------------------------------------- |
| 032   | Vitória Régia ↔ Terminal de Integração da Cidade Nova | Açaí Transportes Coletivos | R$ 3,80 | Comunidade Vitória Régia, Manôa / T-3                                              |
| 325   | Vitória Régia ↔ Centro                                | Açaí Transportes Coletivos | R$ 3,80 | Comunidade Vitória Régia, Via. Parque Santa Etelvina, Av. Constantino Nery, Centro |